# Time After Time Selection
《Time After Time Selection》은 2013년 1월 3일에 발표한 국카스텐의 컴필레이션 음반이다. 음원사이트에는 2012년 12월 27일에 음원을 공개하였다.

## 설명
2012년에 행해진 국카스텐의 단독콘서트인 Time After Time을 기념하는 동시에 한해를 마무리하는 의미를 담아서 발표한 스페셜 리마스터링 앨범이다. 1집앨범인 《Guckkasten》과 EP앨범인 《Tagträume》에 수록된 곡들 가운데 국카스텐 멤버들이 직접 선별한 10곡을 리마스터링 작업을 하여 앨범에 수록하였다.

## 곡 목록
전체 작사: 하현우. 전체 작곡: 국카스텐
| #   | 제목                        | 편곡     | 재생 시간 |
| --- | --------------------------- | -------- | --------- |
| 1.  | 〈거울〉                    | 국카스텐 | 4:40      |
| 2.  | 〈Violet Wand〉             | 국카스텐 | 4:35      |
| 3.  | 〈매니큐어〉                | 국카스텐 | 4:02      |
| 4.  | 〈Faust〉                   | 국카스텐 | 6:21      |
| 5.  | 〈Vitriol〉                 | 국카스텐 | 5:45      |
| 6.  | 〈Gavial〉                  | 국카스텐 | 4:50      |
| 7.  | 〈붉은 밭〉                 | 국카스텐 | 4:01      |
| 8.  | 〈꼬리〉                    | 국카스텐 | 4:04      |
| 9.  | 〈Sink Hole〉               | 국카스텐 | 4:14      |
| 10. | 〈붉은 밭〉 (Acoustic Ver.) | 국카스텐 | 4:58      |